# برگ نمدی درختچه‌ای
برگ نمدی درختچه‌ای، گند کنف (نام علمی: Abutilon fruticosum) نام یک گونه از سردهٔ برگ نمدی است.